# Список глав региональных парламентов Российской Федерации
Список глав законодательных органов субъектов Российской Федерации после ликвидации системы Советов на территории Российской Федерации.

## Республики

### Государственный Совет-Хасэ Республики Адыгея
- Тлеуж, Адам Хусейнович (16 марта 1992 — 13 января 1996)[Комм. 1]
- Салов, Евгений Иванович (13 января 1996 — 4 марта 2001)

В 2001—2006 гг. — двухпалатный:

| Совет Республики - М. Х. Тхаркахов (2001—2002) - А. Г. Иванов (2002—2003) - М. Х. Тхаркахов (2003—2006) | Совет Представителей - Т. М. Петрова (2001—2006) |

- Хаджебиёков, Руслан Гиссович (29 марта 2006 — 4 декабря 2007)
- Иванов, Анатолий Георгиевич (18 апреля 2008 — 13 марта 2011)
- Федорко, Фёдор Петрович (30 марта 2011 — 8 марта 2012[1])
- Ашев, Мухамед Джумальдинович (и. о.; 8 марта 2012 — 16 января 2013)
- Нарожный, Владимир Иванович (16 января 2013 — 18 сентября 2016)
- Кумпилов, Мурат Каральбиевич (3 октября 2016 — 14 января 2017)
- Нарожный, Владимир Иванович (с 14 января 2017)

### Государственное Собрание — Эл Курултай Республики Алтай
- Чаптынов, Валерий Иванович (1 февраля 1994 — 30 января 1997)
- Волков, Владилен Владимирович (30 января 1997 — 30 августа 1997)
- Табаев, Даниил Иванович (30 августа 1997 — 16 декабря 2001)
- Яимов, Игорь Эжерович (15 января 2002 — 12 марта 2006)
- Белеков, Иван Итулович (31 марта 2006 — 29 сентября 2016)
- Тюлентин, Владимир Николаевич (29 сентября 2016 — 13 декабря 2020[1])
- Чепкин, Герман Евгеньевич (14 декабря 2020 — 4 марта 2021)
- Кохоев, Артур Павлович (c 4 марта 2021)[2]

### Государственное Собрание — Курултай Республики Башкортостан
В 1995—2003 гг. — двухпалатный: 

| Законодательная Палата - М. А. Зайцев (21 марта 1995 — 29 марта 1999) - К. Б. Толкачёв (29 марта 1999 — 11 апреля 2003) | Палата Представителей - М. М. Ишмуратов (1995—1999) - А. С. Амеров (1999—2003) |

- Толкачёв, Константин Борисович (с 11 апреля 2003)

### Народный Хурал Республики Бурятия
- Семёнов, Михаил Иннокентьевич (21 июля 1994 — 23 июня 2002)
- Лубсанов, Александр Гомбоевич (22 июля 2002 — 2 декабря 2007)
- Гершевич, Матвей Матвеевич (11 декабря 2007 — 23 апреля 2015)
- Павлов, Владимир Анатольевич (и. о.; 23 апреля 2015 — 28 августа 2015; с 19 сентября 2018)
- Доржиев, Цырен-Даши Эрдынеевич (28 августа 2015 — 9 сентября 2018)
- Павлов, Владимир Анатольевич (19 сентября 2018)

### Народное Собрание Республики Дагестан
- Алиев, Муху Гимбатович (18 апреля 1995 — 20 февраля 2006)
- Магомедов, Магомедсалам Магомедалиевич (20 февраля 2006 — 11 марта 2007)
- Сулейманов, Магомед Валибагандович (4 апреля 2007 — 24 марта 2010)
- Магомедов, Магомед-Султан Байболатович (24 марта 2010 — 7 февраля 2013)
- Шихсаидов, Хизри Исаевич (7 февраля 2013 — 30 сентября 2021)
- Аскендеров, Заур Асевович (c 30 сентября 2021)[3]

### Народное Собрание Республики Ингушетия
- Келигов, Мурат Юсупович (11 марта 1994 — 4 мая 1994)
- Гагиев, Висингирей Багаудинович (май 1994 — июнь 1994)
- Султыгов, Магомед Ахмедович (июнь 1994 — июль 1995)
- Плиев, Руслан Султанович (20 июля 1995 — 7 декабря 2003)
- Сакалов, Махмуд Султанович (19 декабря 2003 — 4 декабря 2011)
- Дидигов, Мухарбек Ильясович (13 декабря 2011 — 16 сентября 2013)
- Татриев, Магомед Бексултанович (16 сентября 2013 — 31 мая 2014[1])
- Дикажев, Мухарбек Магомедгиреевич (14 июля 2014 — 18 сентября 2016)
- Евлоев, Зялимхан Султанхамидович (3 октября 2016 — 9 сентября 2018)
- Яндиев, Магомед Джабраилович (с 27 сентября 2018)

### Парламент Кабардино-Балкарской Республики
В 1993—2003 гг. — двухпалатный: 

| Совет Республики - З. А. Нахушев (декабрь 1993 —) | Совет Представителей - М. Н. Жабоев (декабрь 1993 — декабрь 1997) - И. Б. Бечелов (22 декабря 1997 — 4 июня 1999) - М. Х. Туменов (с 4 июня 1999 — декабрь 2003) |

- Бечелов, Ильяс Борисович (22 декабря 2003 — 1 марта 2009)
- Чеченов, Ануар Ахматович (19 марта 2009 — 14 сентября 2014)
- Егорова, Татьяна Борисовна (с 18 сентября 2014)

### Народный Хурал (Парламент) Республики Калмыкия
Председатель Верховного совета
- Басанов, Владимир Манцынович (апрель 1990 — ноябрь 1992)
- Бугдаев, Илья Эрдниевич (ноябрь 1992 — 30 апреля 1993)

Председатель Временного парламента
- Бугдаев, Илья Эрдниевич (30 апреля 1993 — 16 октября 1994)

Председатель Народного Хурала
- Максимов, Константин Николаевич (20 октября 1994 — 4 февраля 1999)
- Бембетов, Вячеслав Анатольевич (4 февраля 1999 — 4 апреля 2005)
- Кичиков, Игорь Владимирович (21 апреля 2005 — 24 февраля 2008)
- Козачко, Анатолий Васильевич (с 7 марта 2008)

### Народное Собрание (Парламент) Карачаево-Черкесской Республики
- Иванов, Игорь Владимирович (23 июня 1995 — 19 декабря 1999)
- Суюнов, Джанибек Юнусович (6 января 2000 — 14 марта 2004)
- Смородин, Сергей Александрович (29 марта 2004 — 8 октября 2008)
- Докшоков, Зураб Хасамбиевич (28 октября 2008 — 16 декабря 2009)
- Хабов, Руслан Хусеевич (и. о.; 16 декабря 2009 — 11 февраля 2010)
- Иванов, Александр Игоревич (с 11 февраля 2010)

### Законодательное Собрание Республики Карелия
В 1994—2002 гг. — двухпалатное: 

| Палата Республики - И. П. Александров (17 мая 1994 — 17 января 1998) - Н. В. Коцюба (26 апреля 1998 года — 13 января 2000 года) - В. В. Шильников (13 января 2000 года — 14 мая 2002 года) | Палата Представителей - В. Н. Пивненко (17 мая 1994 года — февраль 2000 года) - Н. И. Левин (февраль 2000 года — 14 мая 2002 года) |

- Левин, Николай Иванович (14 мая 2002 — 5 июля 2009)
- Переплеснин, Александр Борисович (18 февраля 2010 — 4 декабря 2011)
- Семёнов, Владимир Николаевич (22 декабря 2011 — 18 сентября 2016)
- Шандалович, Элиссан Владимирович (с 6 октября 2016)

### Государственный Совет Республики Коми
- Торлопов, Владимир Александрович (6 февраля 1995 — 16 декабря 2001)
- Борисов, Евгений Николаевич (23 января 2002 — 2 марта 2003)
- Кулаков, Иван Егорович (17 марта 2003 — 28 ноября 2005)
- Истиховская, Марина Дмитриевна (16 февраля 2006 — 7 ноября 2012)
- Ковзель, Игорь Владимирович (22 ноября 2012 — 13 сентября 2015)
- Дорофеева, Надежда Борисовна (с 28 сентября 2015)
- Усачёв, Сергей Анатольевич (с 24 сентября 2020)[7]

### Государственный Совет Республики Крым
- Константинов, Владимир Андреевич (с 17 марта 2014 года; переизбран 19 сентября 2014 года; 20 сентября 2019 года).

### Государственное Собрание Республики Марий Эл
- Смирнов, Анатолий Анатольевич (6 января 1994 — 6 октября 1996)
- Жуков, Михаил Михайлович (6 ноября 1996 — 8 октября 2000)
- Минаков, Юрий Александрович (27 октября 2000 — 8 сентября 2019)
- Смирнов, Анатолий Васильевич (со 2 октября 2019)

### Государственное Собрание Республики Мордовия
- Кечкин, Валерий Алексеевич (5 октября 1995 — 18 февраля 2010)
- Конаков, Валентин Васильевич (7 июня 2010 — 4 декабря 2011)
- Чибиркин, Владимир Васильевич (с 15 декабря 2011)

### Государственное Собрание Республики Саха
В 1993—2002 гг. — двухпалатный: 

| Палата Республики - Е. М. Ларионов (1993—1998) - В. В. Филиппов (1998—2002) | Палата Представителей - А. П. Илларионов (1993—1997) - Н. И. Соломов (1997—2003) |

- Соломов, Николай Иванович (23 января 2003 — 19 мая 2005)
- Тимофеев, Ньургун Семёнович (19 мая 2005 — 2 марта 2008)
- Басыгысов, Виталий Николаевич (20 марта 2008 — 8 сентября 2013)
- Жирков, Александр Николаевич (2 октября 2013 — 9 сентября 2018)
- Гоголев, Пётр Васильевич (25 сентября 2018 — 17 июня 2021)
- Еремеев, Алексей Ильич (c 30 июня 2021)[11]

### Парламент Республики Северная Осетия-Алания
- Паринов, Вячеслав Семёнович (2 июня 1995 — 19 октября 2000)
- Мамсуров, Таймураз Дзамбекович (19 октября 2000 — 7 июня 2005)
- Хабицова, Лариса Батрбековна (30 июня 2005 — 14 октября 2012)
- Мачнев, Алексей Васильевич (20 ноября 2012 — 22 сентября 2022)
- Тускаев, Таймураз Русланович (с 22 сентября 2022)

### Государственный Совет Республики Татарстан
- Лихачёв, Василий Николаевич (30 марта 1995 — 4 мая 1998)
- Мухаметшин, Фарид Хайруллович (с 27 мая 1998)

### Верховный Хурал (парламент) Республики Тыва
- Бичелдей, Каадыр-оол Алексеевич (6 января 1994 — 5 апреля 1998)[Комм. 2]
- Кара-оол, Шолбан Валерьевич (30 июня 1998 — 2 июня 2002)[Комм. 3]

В 2002—2010 гг. — двухпалатный:

| Законодательная Палата - В. М. Оюн (06.2002 — 05.2009) - В. Г. Вальков (май 2009 — октябрь 2010) | Палата Представителей - Д. К-Х. Ооржак - Х. Д. Монгуш (октябрь 2006 — октябрь 2010) |

- Даваа, Кан-оол Тимурович (с 21 октября 2010)

### Государственный Совет Удмуртской Республики
- Волков, Александр Александрович (19 апреля 1995 — 3 ноября 2000)
- Семёнов, Игорь Николаевич (28 ноября 2000 — 2 декабря 2007)
- Соловьёв, Александр Васильевич (11 декабря 2007 — 28 апреля 2013)
- Невоструев, Владимир Петрович (25 июня 2013 — 10 сентября 2017)
- Прасолов, Алексей Михайлович (26 сентября 2017 — 25 марта 2020)
- Невоструев, Владимир Петрович (с 16 апреля 2020)

### Верховный Совет Республики Хакасия
- Штыгашев, Владимир Николаевич (с 4 февраля 1992)

### Парламент Чеченской Республики
- Абдурахманов, Дукуваха Баштаевич (30 октября 2008 — 29 июня 2015[1])
- Закриев, Салман Соипович (и. о.; 29 июня 2015 — 3 июля 2015)
- Даудов, Магомед Хожахмедович (3 июля 2015 – 15 мая 2024)

### Государственный Совет Чувашской Республики
- Шурчанов, Валентин Сергеевич (22 июня 1994 — 12 июля 1998)
- Кураков, Лев Пантелеймонович (27 июля 1998 — 14 февраля 2000)
- Иванов, Николай Иванович (14 февраля 2000 — 17 апреля 2001)
- Михайловский, Михаил Алексеевич (17 апреля 2001 — 4 декабря 2011)
- Попов, Юрий Алексеевич (15 декабря 2011 — 18 сентября 2016)
- Филимонов, Валерий Николаевич (29 сентября 2016 — 19 октября 2018)
- Егорова, Альбина Егоровна (12 февраля 2019 — сентябрь 2021)
- Черкесов, Леонид Ильич (c 29 сентября 2021)[13]

## Края

### Алтайское краевое Законодательное Собрание
- Суриков, Александр Александрович (29 марта 1994 — 1 декабря 1996)
- Назарчук, Александр Григорьевич (11 декабря 1996 — 2 марта 2008) в 1999—2007 как председатель Алтайского краевого Совета народных депутатов
- Лоор, Иван Иванович (20 марта 2008 — 18 сентября 2016)
- Романенко, Александр Алексеевич (с 6 октября 2016)

### Законодательное собрание Забайкальского края
- Романов, Анатолий Павлович (28 октября 2008 — 26 мая 2010)
- Жиряков, Степан Михайлович (10 июня 2010 — 8 сентября 2013)
- Жданова, Наталья Николаевна (20 сентября 2013 — 17 февраля 2016)
- Михайлов, Сергей Петрович (и. о.; 17 февраля — 13 апреля 2016)
- Лиханов, Игорь Дмитриевич (13 апреля 2016 — 21 февраля 2021)
- Кон, Ен Хва (с 12 мая 2021)

### Законодательное собрание Камчатского края
- Невзоров, Борис Александрович (17 декабря 2007 — 4 декабря 2011)
- Раенко, Валерий Фёдорович (19 декабря 2011 — 5 мая 2021[1])
- Унтилова, Ирина Леонидовна (с 13 октября 2021)[14]

### Законодательное Собрание Краснодарского края
- Багмут, Алексей Александрович (14 декабря 1994 — 1 декабря 1995)
- Бекетов, Владимир Андреевич (20 декабря 1995 — 10 сентября 2017)
- Бурлачко, Юрий Александрович (с 28 сентября 2017)

### Законодательное собрание Красноярского края
- Ермаченко, Станислав Васильевич (24 апреля 1994 — 7 декабря 1997)
- Усс, Александр Викторович (9 января 1998 — 19 октября 2017)
- Свиридов, Дмитрий Викторович (19 октября 2017 — 12 октября 2021)
- Додатко, Алексей Игоревич (с 12 октября 2021)[15]

### Законодательное собрание Пермского края
- Девяткин, Николай Андреевич (21 декабря 2006 — 4 декабря 2011)
- Сухих, Валерий Александрович (с 23 декабря 2011)

### Законодательное собрание Приморского края
- Лебединец, Игорь Петрович (15 января 1995 — 20 июня 1995) как председатель Думы Приморского края
- Ведерников, Владимир Павлович (12 июля 1995 — 27 декабря 1996) как председатель Думы Приморского края
- Литвинов, Николай Илларионович (27 декабря 1996 — 7 декабря 1997) как председатель Думы Приморского края
- Дудник, Сергей Александрович (27 декабря 1997 — 26 января 2000) как председатель Думы Приморского края
- Жеков, Сергей Викторович (29 марта 2000 — 9 июня 2002) до 2001 как председатель Думы Приморского края
- Сопчук, Сергей Андреевич (21 июня 2002 — 8 октября 2006)
- Горчаков, Виктор Васильевич (26 октября 2006 — 4 декабря 2011; 30 мая 2012 — 18 сентября 2016)
- Овечкин, Евгений Александрович (16 декабря 2011 — 11 мая 2012)
- Ролик, Александр Иванович (с 5 октября 2016)

### Дума Ставропольского края
- Зеренков, Валерий Георгиевич (5 апреля 1994 — 16 декабря 1997) как председатель Государственной Думы Ставропольского края
- Шиянов, Александр Акимович (26 декабря 1997 — 16 декабря 2001) как председатель Государственной Думы Ставропольского края
- Гонтарь, Юрий Афанасьевич (27 декабря 2001 — 11 марта 2007) как председатель Государственной Думы Ставропольского края
- Уткин, Андрей Валентинович (30 марта 2007 — 11 марта 2008) как председатель Государственной Думы Ставропольского края
- Еделев, Дмитрий Аркадьевич (11 апреля 2008 — 12 ноября 2008) как председатель Государственной Думы Ставропольского края
- Коваленко, Виталий Андреевич (12 ноября 2008 — 13 декабря 2011) до 2010 как председатель Государственной Думы Ставропольского края
- Белый, Юрий Васильевич (13 декабря 2011 — 29 сентября 2016)
- Ягубов, Геннадий Владимирович (29 сентября 2016 — 30 сентября 2021)
- Великдань, Николай Тимофеевич (с 30 сентября 2021 года)

### Законодательная Дума Хабаровского края
- Озеров, Виктор Алексеевич (31 марта 1994 — 9 декабря 2001)
- Оноприенко, Юрий Иванович (15 декабря 2001 — 4 февраля 2009)
- Островский, Анатолий Борисович (16 февраля 2009 — 14 марта 2010)
- Хохлов, Сергей Алексеевич (6 апреля 2010 — 29 мая 2013)
- Луговской, Сергей Леонидович (и. о.; 29 мая 2013 — 24 сентября 2013; с 19 февраля 2016(до 30 марта — и. о.))
- Чудов, Виктор Владимирович (24 сентября 2013 — 19 февраля 2016)
- Луговской, Сергей Леонидович (2016—2019)
- Зикунова, Ирина Валериевна (с 2 октября 2019)

## Области

### Законодательное собрание Амурской области
- Белоногов, Анатолий Николаевич (10 ноября 1994 — 23 марта 1997) до 1995 как председатель Амурского областного Собрания, с 1995 как председатель Амурского областного Совета народных депутатов
- Марценко, Виктор Владимирович (10 апреля 1997 — 25 марта 2001) как председатель Амурского областного Совета народных депутатов
- Буслова, Галина Семёновна (12 апреля 2001 — 9 декабря 2001) как председатель Амурского областного Совета народных депутатов
- Горянский, Станислав Игнатьевич (26 января 2002 — 27 марта 2005) как председатель Амурского областного Совета народных депутатов
- Турков, Олег Александрович (14 апреля 2005 — 2 марта 2008) до 2007 как председатель Амурского областного Совета народных депутатов
- Швец, Николай Николаевич (12 марта 2008 — 16 марта 2009)
- Башун, Александр Николаевич (26 марта 2009 — 4 декабря 2011)
- Савельев, Николай Анатольевич (19 декабря 2011 — 27 декабря 2012)
- Лысенко, Ольга Викторовна (и. о.; 27 декабря 2012 — 12 февраля 2013)
- Дьяконов, Константин Викторович (12 февраля 2013 — 24 января 2019)
- Логинов, Вячеслав Юрьевич (24 января 2019 — 19 сентября 2021)
- Дьяконов, Константин Викторович (с 28 сентября 2021)[16]

### Архангельское областное Собрание депутатов
- Исаков, Николай Алексеевич (21 декабря 1993 — 16 июня 1996)
- Калямин, Вячеслав Иванович (27 июня 1996 — 18 июня 2000)
- Фортыгин, Виталий Сергеевич (19 декабря 2000 — 8 сентября 2013)
- Новожилов, Виктор Феодосьевич (25 сентября 2013 — 9 сентября 2018)
- Прокопьева, Екатерина Владимировна (с 20 сентября 2018)

### Дума Астраханской области
- Бородаев, Валерий Васильевич (23 марта 1994 — 26 октября 1997) как председатель Астраханского областного Представительного Собрания
- Анисимов, Павел Петрович (18 ноября 1997 — 8 октября 2006) до 2001 как председатель Астраханского областного Представительного Собрания, с 2001 как председатель Государственной Думы Астраханской области
- Клыканов, Александр Борисович (20 октября 2006 — 18 сентября 2016) до 2011 года как председатель Государственной Думы Астраханской области
- Мартынов, Игорь Александрович (с 26 сентября 2016)

### Белгородская областная дума
- Селиверстов, Юрий Иванович (31 марта 1994 — 12 октября 1997)
- Зеликов, Анатолий Яковлевич (4 ноября 1997 — 10 октября 2010)
- Кулабухов, Иван Николаевич (19 октября 2010 — 15 января 2015)
- Потрясаев, Василий Николаевич (22 января 2015 — июнь 2019)
- Полуянова, Наталия Владимировна (сентябрь 2019 — 22 сентября 2020)
- Павлова, Ольга Альбертовна (22 сентября 2020 — 15 апреля 2022)
- Клепиков, Юрий Николаевич (с 15 апреля 2022)

### Брянская областная Дума
- Рогачёв, Валерий Степанович (23 апреля 1994 — 24 августа 1995)
- Понасов, Степан Николаевич (19 октября 1995 — 10 декабря 2000; 25 апреля 2001 — 5 декабря 2004)
- Дёмина, Валентина Сергеевна (26 декабря 2000 — 25 апреля 2001)
- Гайдуков, Владимир Ильич (28 декабря 2004 — 14 сентября 2014)
- Попков, Владимир Иванович (30 сентября 2014 — 18 сентября 2020 года)
- Суббот, Валентин Владимирович (с 22 октября 2020 года)[17]

### Законодательное собрание Владимирской области
- Виноградов, Николай Владимирович (11 апреля 1994 — 8 декабря 1996)
- Котов, Виталий Яковлевич (27 декабря 1996 — 10 декабря 2000)
- Бобров, Анатолий Владимирович (25 декабря 2000 — 1 марта 2009)
- Киселёв, Владимир Николаевич (с 18 марта 2009)

### Волгоградская областная Дума
- Семергей, Леонид Васильевич (18 января 1994 — 13 декабря 1998)
- Приписнов, Виктор Иванович (24 декабря 1998 — 30 марта 2001)
- Гребенников, Роман Георгиевич (5 апреля 2001 — 21 апреля 2005)
- Лихачёв, Виталий Викторович (26 апреля 2005 — 17 марта 2009)
- Кабанов, Владимир Александрович (17 марта 2009 — 31 августа 2010)
- Ефимов, Владимир Вячеславович (23 сентября 2010 — 14 сентября 2014)
- Семисотов, Николай Петрович (2 октября 2014 — сентябрь 2019)
- Блошкин, Александр Иванович (с 30 сентября 2019)

### Законодательное Собрание Вологодской области
- Хрипель, Геннадий Тимофеевич (30 марта 1994 — 14 сентября 1995; 9 февраля 1996 — 9 декабря 2001)
- Судаков, Гурий Васильевич (14 сентября 1995 — 9 февраля 1996)
- Тихомиров, Николай Васильевич (20 декабря 2001 — 4 декабря 2011)
- Шевцов, Георгий Егорович (14 декабря 2011 — 18 сентября 2016)
- Луценко, Андрей Николаевич (27 сентября 2016 — 26 июня 2024)
- Жестянников, Сергей Геннадьевич (с 27 июня 2024)

### Воронежская областная дума
- Шабанов, Иван Михайлович (апрель 1994 — 23 марта 1997)
- Голиусов, Анатолий Семёнович (4 апреля 1997 — 25 марта 2001)
- Наквасин, Алексей Михайлович (5 апреля 2001 — 30 марта 2005)
- Титов, Юрий Тимофеевич[18] (31 марта 2005 — 19 июня 2005[1])
- Ключников, Владимир Иванович (8 сентября 2005 — 13 сентября 2015)
- Нетёсов, Владимир Иванович (с 25 сентября 2015)

### Ивановская областная дума
- Тихомиров, Владислав Николаевич (31 марта 1994 — 1 февраля 1996) как председатель Законодательного Собрания Ивановской области
- Никологорский, Валерий Григорьевич (9 февраля 1996 — 3 декабря 2000) как председатель Законодательного Собрания Ивановской области
- Гришин, Владимир Сергеевич (15 декабря 2000 — 30 января 2003; 25 ноября 2004 — 4 декабря 2005) как председатель Законодательного Собрания Ивановской области
- Коньков, Павел Алексеевич (13 февраля 2003 — 25 ноября 2004) как председатель Законодательного Собрания Ивановской области
- Назаров, Андрей Владимирович (16 декабря 2005 — 2 марта 2008) до 2006 как председатель Законодательного Собрания Ивановской области
- Пахомов, Сергей Александрович (20 марта 2008 — 8 сентября 2013)
- Смирнов, Виктор Владимирович (14 сентября 2013 — 9 сентября 2018)
- Дмитриева, Марина Авенировна (с 21 сентября 2018)

### Законодательное собрание Иркутской области
До объединения с Усть-Ордынским Бурятским автономным округом парламент с аналогичным наименованием возглавляли (1994—2008):И. З. Зелент, В. М. Боровский, С. И. Шишкин, Г. В. Истомин, В. К. Круглов
- Берлина, Людмила Михайловна (26 октября 2008 — 20 апреля 2015)
- Брилка, Сергей Фатеевич (20 мая 2015 — 9 сентября 2018)
- Сокол, Сергей Михайлович (19 сентября 2018 — март 2020)
- Ведерников, Александр Викторович (с марта 2020)

### Законодательное собрание Калининградской области
До 2022 — Калининградская областная дума
- Устюгов, Валерий Николаевич (27 апреля 1994 — 5 ноября 2000)
- Никитин, Владимир Анатольевич (28 ноября 2000 — 12 марта 2006)
- Булычев, Сергей Васильевич (6 апреля 2006 — 13 марта 2011)
- Оргеева, Марина Эдуардовна (с 2 апреля 2011)
- Кропоткин, Андрей Михайлович (с 14 октября 2021)[19][20]

### Законодательное собрание Калужской области
- Сударенков, Валерий Васильевич (14 апреля 1994 — 9 ноября 1996)
- Колесников, Виктор Михайлович (14 ноября 1996 — 14 марта 2001)
- Крестьянинов, Валерий Иванович (15 марта 2001 — 14 ноября 2004)
- Каменский, Павел Фёдорович (2 декабря 2004 — 14 марта 2010)
- Бабурин, Виктор Сергеевич (25 марта 2010 — 13 сентября 2015)
- Любимов, Николай Викторович (24 сентября 2015 — 23 сентября 2016)
- Гриб, Виктор Николаевич (1 декабря 2016 — 9 апреля 2017[1])
- Бабурин, Виктор Сергеевич (18 мая 2017 — 24 сентября 2020)
- Новосельцев, Геннадий Станиславович (с 24 сентября 2020)

### Законодательное собрание Кемеровской области — Кузбасса
- Тулеев, Аман Гумирович (5 апреля 1994 — июль 1996; 10 апреля — 9 сентября 2018)
- Кравцов, Дмитрий Иванович (и. о.; июль 1996 — 29 декабря 1996)
- Филатов, Александр Алексеевич (17 января 1997 — 18 апреля 1999)
- Дюдяев, Геннадий Тимофеевич (27 апреля 1999 — 2 декабря 2007) как председатель Совета народных депутатов Кемеровской области
- Константинова, Фаина Васильевна (26 декабря 2007 — 12 октября 2008) как председатель Совета народных депутатов Кемеровской области
- Шатилов, Николай Иванович (8 ноября 2008 — 8 сентября 2013) как председатель Совета народных депутатов Кемеровской области
- Косяненко, Евгений Викторович (17 сентября 2013 — 7 октября 2016) как председатель Совета народных депутатов Кемеровской области
- Синицын, Алексей Владимирович (7 октября 2016 — 10 апреля 2018) как председатель Совета народных депутатов Кемеровской области
- Петров, Вячеслав Анатольевич (14 сентября 2018 — 7 октября 2021)
- Зеленин, Алексей Анатольевич (с 7 октября 2021)[21]

### Законодательное собрание Кировской области
- Михеев, Михаил Александрович (14 апреля 1994 — 25 марта 2001) как председатель Кировской областной Думы
- Стрельников, Александр Николаевич (10 апреля 2001 — 7 декабря 2003) до 2002 как председатель Кировской областной Думы
- Кайсин, Валерий Михайлович (26 декабря 2003 — 25 сентября 2005)
- Васильев, Владимир Александрович (13 октября 2005 — 13 марта 2011)
- Ивонин, Алексей Максимович (5 апреля 2011 — 18 сентября 2016)
- Быков, Владимир Васильевич (6 октября 2016 — 25 октября 2019)
- Бакин, Владимир Гаврилович (15 ноября 2019 — 25 декабря 2020[1])
- Костин, Владимир Александрович (и. о. c 25 декабря 2020)
- Коновалов, Геннадий Валерьевич (4 марта — сентябрь 2021 года)[22]
- Береснев, Роман Александрович (c 30 сентября 2021 года)[23]

### Костромская областная дума
- Бычков, Андрей Иванович (31 марта 1994 — 10 декабря 2000; 29 декабря 2005 — 13 сентября 2015)
- Ижицкий, Валерий Петрович (27 декабря 2000 — 4 декабря 2005)
- Анохин, Алексей Алексеевич (с 7 октября 2015)

### Курганская областная дума
- Богомолов, Олег Алексеевич (12 апреля 1994 — 8 декабря 1996)
- Ефремов, Лев Григорьевич (11 декабря 1996 — 26 ноября 2000)
- Пономарёв, Валерий Зосимович (15 декабря 2000 — 28 ноября 2004)
- Исламов, Марат Нуриевич (23 декабря 2004 — 14 марта 2010)
- Казаков, Владимир Николаевич (2 апреля 2010 — 25 декабря 2012)
- Хабаров, Владимир Петрович (18 января 2013 — 13 сентября 2015)
- Фролов, Дмитрий Владимирович (с 29 сентября 2015)

### Курская областная дума
- Пятницкий, Юрий Георгиевич (22 апреля 1994 — 29 декабря 1996)
- Черных, Виктор Дмитриевич (22 января 1997 — 15 января 2001)
- Анпилов, Александр Николаевич (30 января 2001 — 12 марта 2006)
- Кичигин, Александр Александрович (30 марта 2006 — 13 марта 2011)
- Карамышев, Виктор Николаевич (31 марта 2011 — 18 апреля 2013)
- Воронина, Татьяна Евгеньевна (16 мая 2013 — 18 сентября 2016)
- Жеребилов, Николай Иванович (11 октября 2016 — сентябрь 2021)
- Амерев, Юрий Михайлович (с 7 октября 2021)[24]

### Законодательное собрание Ленинградской области
- Иванов, Василий Васильевич (14 июня 1994 — 14 декабря 1997)
- Климов, Виталий Николаевич (13 января 1998 — 22 апреля 2003)
- Поляков, Кирилл Валентинович (20 мая 2003 — 11 марта 2007)
- Хабаров, Иван Филиппович (21 марта 2007 — 4 декабря 2011)
- Худилайнен, Александр Петрович (15 декабря 2011 — 22 мая 2012)
- Бебенин, Сергей Михайлович (с 20 июня 2012)

### Липецкий областной совет депутатов
- Королёв, Олег Петрович (10 марта 1994 — 12 апреля 1998) как председатель Липецкого областного собрания депутатов
- Савенков, Анатолий Иванович (8 июня 1998 — 21 ноября 2005) как председатель Липецкого областного собрания депутатов
- Путилин, Павел Иванович (с 15 декабря 2005)
- Аверов, Дмитрий Львович (1 октября 2021 — 18 сентября 2023)[25]
- Сериков, Владимир Витальевич (с 18 сентября 2023 года)

### Магаданская областная дума
- Лисецкий, Пётр Иванович (28 июня 1994 — 18 мая 1997)
- Пехтин, Владимир Алексеевич (14 июня 1997 — 19 декабря 2000)
- Розенблюм, Илья Семёнович (27 января 2000 — 20 мая 2001)
- Мажарин, Сергей Иванович (4 июня 2001 — 9 июля 2002)
- Елисейкин, Станислав Агафонович (9 июля 2002 — 7 декабря 2003)
- Александров, Александр Павлович (15 декабря 2003 — 13 сентября 2015)
- Абрамов, Сергей Васильевич (с 28 сентября 2015)

### Московская областная дума
- Воронцов, Алексей Алексеевич (17 декабря 1993 — 14 декабря 1997)
- Жаров, Александр Евгеньевич (31 декабря 1997 — 16 декабря 2001)
- Аксаков, Валерий Евгеньевич (22 декабря 2001 — 4 декабря 2011)
- Брынцалов, Игорь Юрьевич (с 15 декабря 2011)

### Мурманская областная дума
- Сажинов, Павел Александрович (19 декабря 1994 — 11 марта 2007)
- Никора, Евгений Викторович (26 марта 2007 — 4 декабря 2011)
- Шамбир, Василий Николаевич (22 декабря 2011 — 27 ноября 2014)
- Ильиных, Михаил Васильевич (11 декабря 2014 — 18 сентября 2016)
- Дубовой, Сергей Михайлович (с 5 октября 2016)

### Законодательное собрание Нижегородской области
- Козерадский, Анатолий Александрович (12 апреля 1994 — 29 ноября 2001)
- Бедняков, Дмитрий Иванович (29 ноября 2001 — 31 марта 2002)
- Люлин, Евгений Борисович (4 апреля 2002 — 23 мая 2007)
- Лунин, Виктор Николаевич (23 мая 2007 — 13 марта 2011)
- Лебедев, Евгений Викторович (с 31 марта 2011— 29 октября 2020)
- Люлин, Евгений Борисович (с 29 октября 2020)[26]

### Новгородская областная дума
- Бойцев, Анатолий Александрович (2 апреля 1994 — 12 октября 2008)
- Фабричный, Сергей Юрьевич (22 октября 2008 — 4 декабря 2011)
- Писарева, Елена Владимировна (с 21 декабря 2011 — 6 октября 2021)
- Бобрышев, Юрий Иванович (с 6 октября 2021)

### Законодательное собрание Новосибирской области
- Сычёв, Анатолий Павлович (28 апреля 1994 — 21 декабря 1997) как председатель Новосибирского областного Совета депутатов
- Леонов, Виктор Васильевич (15 января 1998 — 11 декабря 2005) как председатель Новосибирского областного Совета депутатов
- Беспаликов, Алексей Акимович (23 декабря 2005 — 10 октября 2010) как председатель Новосибирского областного Совета депутатов
- Мороз, Иван Григорьевич (28 октября 2010 — 13 сентября 2015)
- Шимкив, Андрей Иванович (с 29 сентября 2015)

### Законодательное собрание Омской области
- Варнавский, Владимир Алексеевич (12 апреля 1994 — 23 мая 2023[1])
- Артёмов, Александр Васильевич (с 23 мая 2023)

### Законодательное собрание Оренбургской области
- Григорьев, Валерий Николаевич (12 апреля 1994 — 24 марта 2002)
- Трофимов, Юрий Вячеславович (3 апреля 2002 — 12 марта 2006)
- Кулагин, Дмитрий Владимирович (23 марта 2006 — 13 марта 2011)
- Грачёв, Сергей Иванович (с 24 марта 2011)

### Орловский областной Совет народных депутатов
- Володин, Николай Андреевич (25 марта 1994 — 11 марта 2007) до 1998 как председатель Орловской областной думы
- Мосякин, Иван Яковлевич (21 марта 2007 — 27 мая 2011)
- Лабейкин, Александр Алексеевич (и. о.; 27 мая 2011 — 4 декабря 2011)
- Музалевский, Леонид Семёнович (с 16 декабря 2011)

### Законодательное собрание Пензенской области
- Вечкасов, Юрий Иванович (11 февраля 1994 — 14 апреля 2002)
- Лазуткин, Виктор Александрович (19 апреля 2002 — 7 декабря 2003)
- Черушов, Виктор Афанасьевич (19 декабря 2003 — 2 декабря 2007)
- Гуляков, Александр Дмитриевич (14 декабря 2007 — 14 октября 2012)
- Белозерцев, Иван Александрович (22 октября 2012 — 10 июня 2015)
- Лидин, Валерий Кузьмич (10 июня 2015 — 20 сентября 2022)
- Супиков, Вадим Николаевич (с 21 сентября 2022)

### Псковское областное Собрание депутатов
- Шматов, Юрий Анисимович (8 апреля 1994 — 24 июня 2004)
- Каленский, Валентин Григорьевич (и. о.; 24 июня 2004 — 31 марта 2005)
- Полозов, Борис Геннадьевич (31 марта 2005 — 4 декабря 2011)
- Котов, Александр Алексеевич (с 15 декабря 2011)

### Законодательное собрание Ростовской области
- Попов, Александр Васильевич (12 апреля 1994 — 2 декабря 2007)
- Дерябкин, Виктор Ефимович (18 марта 2008 — 6 октября 2016)
- Ищенко, Александр Валентинович (с 6 октября 2016)

### Рязанская областная дума
- Косиков, Михаил Филиппович (6 апреля 1994 — 30 марта 1997)
- Федоткин, Владимир Николаевич (9 апреля 1997 — 20 марта 2005)
- Сидоров, Владимир Карпович (4 апреля 2005 — 14 марта 2010)
- Фомин, Аркадий Васильевич (с 7 апреля 2010)

### Самарская Губернская дума
- Ковальский, Леон Иосифович (28 июня 1994 — 9 декабря 2001)
- Сазонов, Виктор Фёдорович (18 декабря 2001 — 20 сентября 2018[1])
- Котельников, Геннадий Петрович (с 23 октября 2018)

### Саратовская областная дума
- Харитонов, Александр Петрович (17 июня 1994 — 27 марта 2002)
- Чуриков, Владимир Михайлович (17 апреля 2002 — 8 сентября 2002)
- Шувалов, Сергей Алексеевич (16 сентября 2002 — 5 апреля 2005)
- Большеданов, Павел Владимирович (12 апреля 2005 — 2 декабря 2007)
- Радаев, Валерий Васильевич (12 декабря 2007 — 2 апреля 2012)
- Алёшина, Марина Владимировна (5 апреля 2012 — 5 сентября 2012)
- Капкаев, Владимир Васильевич (5 сентября 2012 — 10 сентября 2017)
- Кузьмин, Иван Георгиевич (19 сентября 2017 — 7 марта 2019)
- Романов, Александр Сергеевич (11 апреля 2019 — 21 сентября 2022)
- Исаев, Михаил Александрович (21 сентября 2022 — 13 августа 2024)
- Антонов, Алексей Васильевич (с 9 октября 2024)

### Сахалинская областная дума
- Максутов, Валиулла Сафиуллович (8 апреля 1994 — 20 октября 1996)
- Третяк, Борис Никитович (5 ноября 1996 — 13 декабря 2001)
- Шубина, Любовь Фёдоровна (и. о.; 13 ноября 2001 — 4 июля 2002)
- Ефремов, Владимир Ильич (4 июля 2002 — 10 сентября 2017)
- Хапочкин, Андрей Алексеевич (25 сентября 2017 — 26 сентября 2022)
- Касьянова, Елена Николаевна (с 26 сентября 2022)

### Законодательное собрание Свердловской области
- Россель, Эдуард Эргартович (28 апреля 1994 — 23 августа 1995) как председатель Свердловской областной думы
- Сурганов, Вячеслав Сергеевич (6 сентября 1995 — 14 апреля 1996) как председатель Свердловской областной думы

В 1996—2011 двухпалатное: Областная дума (В. С. Сурганов, Е. Н. Порунов, Н. А. Воронин, А. В. Заборов, Е. В. Чечунова) и Палата представителей (А. Ю. Шапошников, П. Е. Голенищев, В. В. Якимов, Ю. В. Осинцев, Л. В. Бабушкина)
- Бабушкина, Людмила Валентиновна (с 20 декабря 2011)

### Смоленская областная дума
- Антуфьев, Сергей Владимирович (15 апреля 1994 — 21 декабря 1997)
- Анисимов, Владимир Иванович (6 января 1998 — 23 мая 2006)
- Мишнев, Анатолий Иванович (6 июля 2006 — 23 ноября 2012)
- Мартынов, Николай Николаевич (и. о.; 23 ноября 2012 — 8 сентября 2013)
- Ляхов, Игорь Васильевич (с 26 сентября 2013)

### Тамбовская областная дума
- Рябов, Александр Иванович (22 апреля 1994 — 30 декабря 1995)
- Карев, Владимир Николаевич (26 января 1996 — 13 марта 2011; и. о.; 26 мая — 10 декабря 2015)
- Никитин, Александр Валерьевич (30 марта 2011 — 26 мая 2015)
- Матушкин, Евгений Алексеевич (с 10 декабря 2015)

### Законодательное собрание Тверской области
- Курбатов, Владимир Николаевич (31 марта 1994 — 14 декабря 1997)
- Миронов, Вячеслав Александрович (27 декабря 1997 — 16 декабря 2001)
- Хасаинов, Марк Жанович (25 декабря 2001 — 18 декабря 2005)
- Епишин, Андрей Николаевич (28 декабря 2005 — 18 сентября 2016)
- Голубев, Сергей Анатольевич (с 3 октября 2016)

### Законодательная Дума Томской области
- Мальцев, Борис Алексеевич (14 апреля 1994 — 4 декабря 2011) до 1995 как председатель Томской областной думы, в 1995—2011 председатель Государственной Думы Томской области
- Козловская, Оксана Витальевна (с 20 декабря 2011)

### Тульская областная Дума
- Деревянко, Виктор Васильевич (29 декабря 1993 — 15 октября 1996)
- Иванов, Игорь Викторович (17 октября 1996 — 1 октября 2000)
- Лукичёв, Олег Дмитриевич (16 октября 2000 — 3 октября 2004)
- Татаринов, Олег Владимирович (5 ноября 2004 — 11 октября 2009)
- Панченко, Игорь Владимирович (30 октября 2009 — 14 сентября 2014)
- Харитонов, Сергей Алексеевич (30 сентября 2014 — 17 декабря 2020)
- Воробьев, Николай Юрьевич (17 декабря 2020 — 6 октября 2024)[27]
- Дубровский, Андрей Владимирович (с 7 октября 2024)

### Тюменская областная дума
- Барышников, Николай Павлович (8 апреля 1994 — 14 декабря 1997)
- Корепанов, Сергей Евгеньевич (16 января 1998 — 28 июня 2022[1])
- Артюхов, Андрей Викторович (и.о 28 июня 2022 — 23 сентября 2022)
- Сайфитдинов, Фуат Ганеевич (с 23 сентября 2022)

### Законодательное собрание Ульяновской области
- Рябухин, Сергей Николаевич (6 января 1996 — 29 ноября 2001)
- Зотов, Борис Иванович (6 июля 2001 — 8 сентября 2013)
- Бакаев, Анатолий Александрович (14 сентября 2013 — 9 сентября 2018)
- Малышев, Валерий Васильевич (с 19 сентября 2018)

### Законодательное собрание Челябинской области
- Скворцов, Вячеслав Николаевич (25 мая 1994 — 21 декабря 1995) как председатель Челябинской областной думы
- Давыдов, Виктор Фёдорович (21 декабря 1995 — 19 июня 2005[1])
- Мякуш, Владимир Викторович (23 июня 2005 — 16 ноября 2021)
- Лазарев, Александр Владимирович (с 16 ноября 2021)[28]
- Гербер, Олег Викторович (с 1 августа 2023)

### Ярославская областная дума
- Мелехин, Валентин Борисович (29 марта 1994 — август 1995[1]) как председатель Государственной Думы Ярославской области
- Комов, Владимир Павлович (и. о.; 12 сентября 1995 — 25 февраля 1996)
- Вахруков, Сергей Алексеевич (26 марта 1996 — 26 марта 2000) как председатель Государственной Думы Ярославской области
- Шамин, Валерий Григорьевич (и. о.; 25 апреля 2000 — 30 мая 2000)
- Крутиков, Андрей Геннадьевич (30 мая 2000 — 2 марта 2008) как председатель Государственной Думы Ярославской области
- Рогоцкий, Виктор Викторович (25 марта 2008 — 18 декабря 2012)
- Осипов, Илья Владимирович (29 января 2013 — 8 сентября 2013)
- Боровицкий, Михаил Васильевич (1 октября 2013 — 9 сентября 2018)
- Константинов, Алексей Дмитриевич (25 сентября 2018 — 30 декабря 2020[1])
- Боровицкий, Михаил Васильевич (16 февраля 2021)[29]

## Города федерального значения

### Московская городская дума
В январе-июле 1994 председательствующим на заседаниях Мосгордумы был В. А. Максимов, после которого, согласно специальному постановлению, эта должность была преобразована
- Платонов, Владимир Михайлович (21 декабря 1994 — 14 сентября 2014)
- Шапошников, Алексей Валерьевич (с 24 сентября 2014)

### Законодательное собрание Санкт-Петербурга
- Кравцов, Юрий Анатольевич (14 декабря 1994 — 1 апреля 1998)
- Миронов, Сергей Михайлович (и. о.; 1 апреля 1998 — 6 декабря 1998)

В 1998—2000 работа Заксобранием осуществлялась временными председательствующими (в том числе В. М. Гольманом, В. С. Новосёловым, Н. Л. Евдокимовой, М. И. Пироговым, А. А. Редько, Ю. П. Гладковым) на его заседаниях
- Тарасов, Сергей Борисович (7 июня 2000 — 8 декабря 2002)
- Тюльпанов, Вадим Альбертович (15 января 2003 — 4 декабря 2011)
- Макаров, Вячеслав Серафимович (14 декабря 2011 — 29 сентября 2021)
- Бельский, Александр Николаевич (с 29 сентября 2021)

### Законодательное собрание города Севастополя[30]
- Дойников, Юрий Васильевич (17 марта 2014 — 22 сентября 2014)
- Чалый, Алексей Михайлович (22 сентября 2014 — 22 марта 2016)
- Алтабаева, Екатерина Борисовна (22 марта 2016 (до 6 сентября — и. о.) — 14 сентября 2019)
- Немцев, Владимир Владимирович (с 14 сентября 2019)

## Автономные образования

### Законодательное собрание Еврейской автономной области
- Вавилов, Станислав Владимирович (29 марта 1994 — 28 октября 2001) до 1997 как председатель Законодательного собрания народных депутатов Еврейской автономной области
- Тихомиров, Анатолий Фёдорович (9 ноября 2001 — 18 сентября 2016)
- Павлова, Любовь Алексеевна (с 30 сентября 2016)
- Бойко, Роман Степанович (c 29 сентября 2021)[31]

### Собрание депутатов Ненецкого автономного округа
- Выучейский, Вячеслав Алексеевич (30 мая 1994 — 14 января 2001)
- Глазунова, Виталина Францевна (25 января 2001 — 6 февраля 2005)
- Кошин, Игорь Викторович (21 февраля 2005 — 9 февраля 2012)
- Коткин, Сергей Николаевич (2 марта 2012 — 20 мая 2014)
- Мяндин, Анатолий Васильевич (8 октября 2014 — 9 сентября 2018)
- Лутовинов, Александр Ильич (27 сентября 2018 — 9 октября 2023)
- Чурсанов, Александр Павлович (с 9 октября 2023 года)

### Дума Ханты-Мансийского автономного округа — Югры
- Собянин, Сергей Семёнович (6 апреля 1994 — 14 января 2001) как председатель Думы Ханты-Мансийского автономного округа
- Сондыков, Василий Семёнович (30 января 2001 — 13 марта 2011) до 2003 как председатель Думы Ханты-Мансийского автономного округа
- Хохряков, Борис Сергеевич (с 6 апреля 2011)

### Дума Чукотского автономного округа
- Поводырь, Сергей Александрович (апрель 1994 — 22 декабря 1996)
- Назаренко, Василий Николаевич (19 января 1997 — 12 октября 2008)
- Абрамович, Роман Аркадьевич (22 октября 2008 — 2 июля 2013)
- Даллакян, Арамаис Джаганович (2 июля 2013 — 5 июня 2015)
- Рудченко, Валентина Васильевна (5 июня 2015 — 18 сентября 2016)
- Маслов, Александр Иванович (с 30 сентября 2016)
- Рудченко, Валентина Васильевна (с 1 октября 2021)
- Николаев, Леонид Анатольевич (с 20 сентября 2024)

### Законодательное собрание Ямало-Ненецкого автономного округа
- Бабин, Николай Андреевич (27 апреля 1994 — 21 апреля 1996) как председатель Государственной Думы Ямало-Ненецкого автономного округа
- Корепанов, Сергей Евгеньевич (15 мая 1996 — 14 декабря 1997) как председатель Государственной Думы Ямало-Ненецкого автономного округа
- Артюхов, Андрей Викторович (23 января 1998 — 26 марта 2000) как председатель Государственной Думы Ямало-Ненецкого автономного округа
- Артеев, Алексей Владимирович (15 апреля 2000 — 1 ноября 2000) как председатель Государственной Думы Ямало-Ненецкого автономного округа
- Харючи, Сергей Николаевич (3 ноября 2000 — 13 сентября 2015) до 2009[32] председатель Государственной Думы Ямало-Ненецкого автономного округа
- Ямкин, Сергей Миронович (с 30 сентября 2015)

## Упразднённые и преобразованные субъекты Федерации

### Дума Агинского Бурятского автономного округа
- Рабданов, Владимир Рабданович (13 апреля 1994 — 22 ноября 1996) как председатель Думы Агинского Бурятского автономного округа — Парламента
- Дугаров, Даши Цыденович (22 ноября 1996 — 1 марта 2008) до 1997 как председатель Думы Агинского Бурятского автономного округа — Парламента

### Камчатский областной Совет народных депутатов
- Машковцев, Михаил Борисович (12 апреля 1995 — 25 декабря 1997) как председатель Законодательного собрания Камчатской области
- Бойцов, Лев Николаевич (25 декабря 1997 — 19 декабря 2001)
- Токманцев, Николай Яковлевич (19 декабря 1997 — 31 декабря 2007)

### Законодательное Собрание Коми-Пермяцкого автономного округа
- Четин, Иван Васильевич (11 апреля 1994 — 9 декабря 2001)
- Ваньков, Валерий Антонович (21 декабря 2001 — 3 декабря 2006)

### Дума Корякского автономного округа
- Суворов, Александр Сергеевич (28 марта 1994 — 17 ноября 1996)
- Мизинин, Владимир Николаевич (5 декабря 1996 — 3 декабря 2000)
- Солодякова, Нина Ивановна (16 декабря 2000 — 2 декабря 2007)

### Законодательное собрание Пермской области
- Сапиро, Евгений Саулович (4 апреля 1994 — 14 декабря 1997)
- Медведев, Юрий Германович (22 декабря 1997 — 13 января 2000)
- Девяткин, Николай Андреевич (27 января 2000 — 3 декабря 2006)

### Дума Таймырского (Долгано-Ненецкого) автономного округа
- Забейворота, Александр Иванович (17 мая 1995 — 19 декабря 1999)
- Ситнов, Виктор Владимирович (12 января 2000 — 7 декабря 2003)
- Герасимов, Александр Вениаминович (13 января 2004 — 23 января 2005)
- Батурин, Сергей Владимирович (25 февраля 2005 — 31 декабря 2006)

### Дума Усть-Ордынского Бурятского автономного округа
- Хутанов, Леонид Александрович (14 апреля 1994 — 2 апреля 2001) до 1995 как председатель Законодательного Собрания Усть-Ордынского Бурятского автономного округа
- Хориноев, Алексей Протасович (2 апреля 2001 — 14 марта 2004)
- Морохоева, Ирина Петровна (14 марта 2004 — 31 декабря 2007)

### Читинская областная дума
- Вишняков, Виталий Евгеньевич (14 апреля 1994 — 29 октября 2000)
- Эпов, Александр Фадеевич (ноябрь 2000 — 24 октября 2004)
- Романов, Анатолий Павлович (11 ноября 2004 — 12 октября 2008)

### Законодательное собрание (Суглан) Эвенкийского автономного округа
- Боковиков, Александр Александрович (17 июня 1994 — 5 января 1997)
- Амосов, Анатолий Егорович (9 января 1997 — 30 декабря 2006)